# Cot Kareung
Cot Kareung is een bestuurslaag in het regentschap Aceh Besar van de provincie Atjeh, Indonesië. Cot Kareung telt 413 inwoners (volkstelling 2010).